# Dipodomys gravipes
Dipodomys gravipes là một loài động vật có vú trong họ Chuột bìu má, bộ Gặm nhấm. Loài này được Huey mô tả năm 1925.